# Praga-Południe
Praga-Południe (Praga du Sud) est un arrondissement du centre de Varsovie situées sur la rive Est du fleuve Vistule. Sa superficie est de 22,38 km2 et sa population compte 178 726 habitants (01.01.2018).

## Histoire

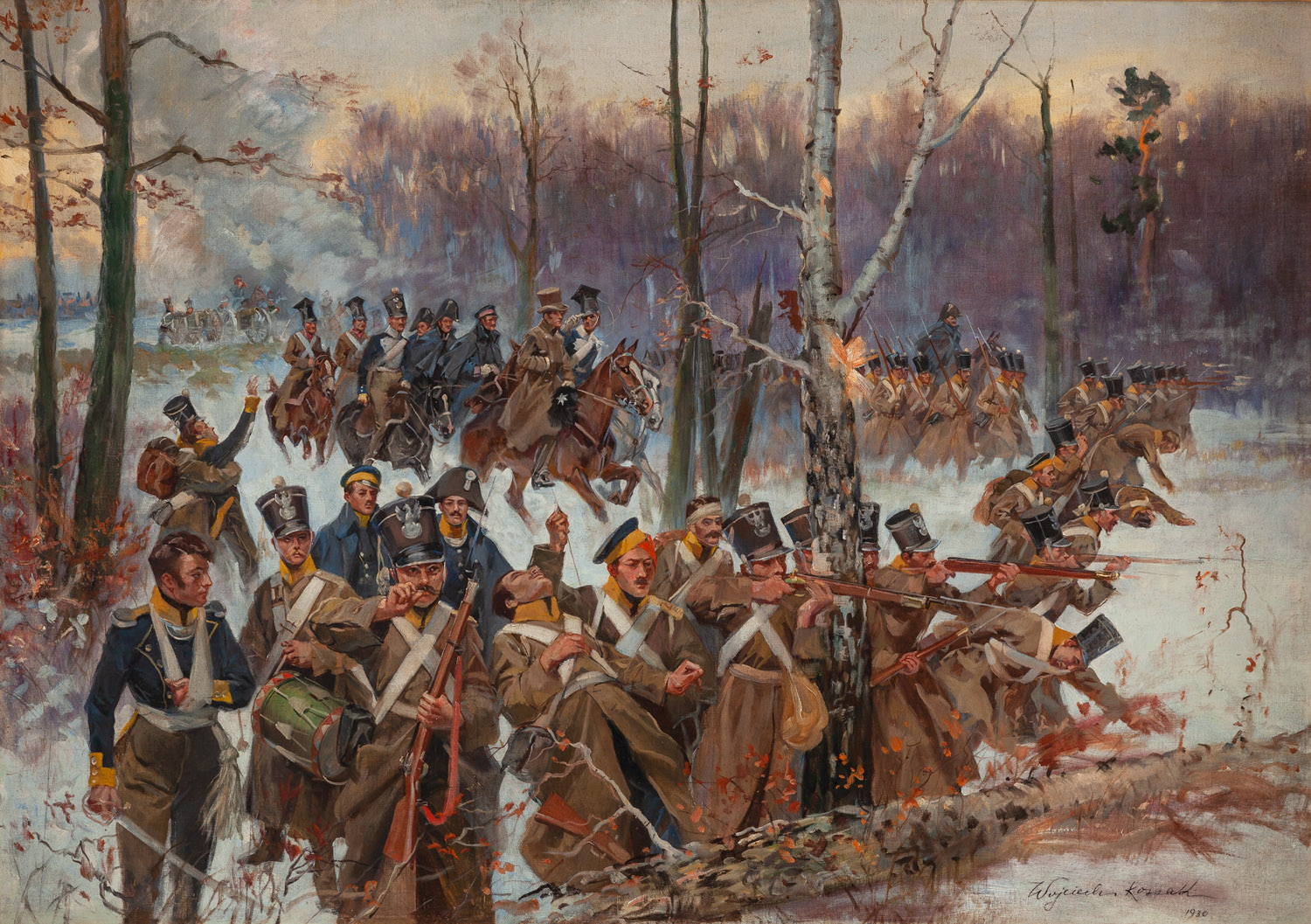
Bataille de Grochów du 25 février 1831.

Le secteur de Praga-Południe est resté inoccupé depuis au moins le VIIe siècle. On y a trouvé des traces d'occupation plus ancienne que Varsovie elle-même. Cependant le terrain humide et souvent inondé a été abandonné dès que Varsovie a été fondé. Depuis XVIe siècle il est de nouveau peuplé, mais en raison du manque de communication avec Varsovie (jusqu'au XIXe siècle, il n'y avait aucun pont permettant de traverser la Vistule), ce n'était qu'une banlieue sans importance.
Praga-Południe a partagé le destin d'un plus grand secteur appelé Praga, qui était la banlieue Est de Varsovie. Au XVIIe siècle l'actuel Praga Poludnie a été transformé en camp militaire. Au XVIIIe siècle la garde Saxonne des rois de Pologne y est casernée, le secteur a été appelé Saska Kępa (littéralement élévation des Saxons).

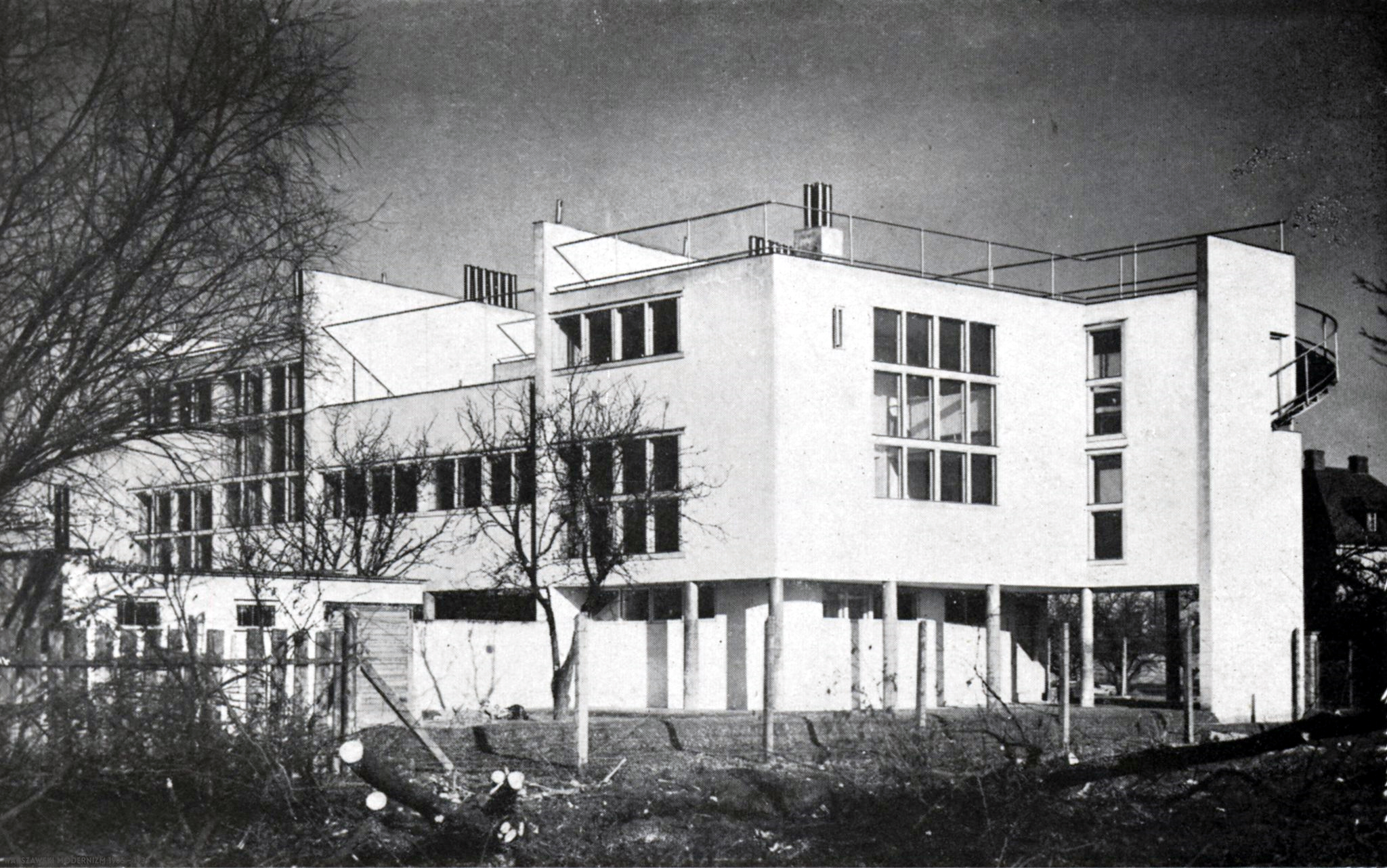
Villa moderniste sur la rue Katowicka à Saska Kepa.

Cependant, jusqu'au début du XXe siècle le secteur a maintenu son caractère rural. Praga-Południe est officiellement incorporé  à Varsovie en 1916. Avec l'expansion de Varsovie et Saska Kępa est devenu son centre. Entre 1920 et 1930 c'est devenu un des secteurs les plus populaires de la bourgeoisie de Varsovie.
Pendant et après la Seconde Guerre mondiale, la ville n'a pas été détruite. En dépit de plusieurs plans, elle n'a pas été industrialisée non plus, ce qui a permis à la zone de maintenir beaucoup de son caractère original, silencieux et paisible. Actuellement, plusieurs immeubles luxueux ont été construits dans le secteur, mais les autorités ne projettent pas construire plus de logements et veulent que son caractère soit préservé.
Indépendamment de l'architecture de Saska Kępa, les attractions principales du quartier sont le parc Skaryszewski, le lac Kamionek et la réserve d'Olszynka Grochowska. Le champ de la bataille d'Olszynka Grochowska (1831) est situé aux confins de l'arrondissement.

## Quartiers
L'arrondissement de Praga-Sud est divisé en 9 quartiers:
- Gocław
- Gocławek
- Grochów
- Kamionek
- Kępa Gocławska
- Kozia Górka
- Olszynka Grochowska
- Saska Kępa
- Witolin

## Sites et monuments importants
- Parc Jan Szypowski
- Parc Skaryszewski
- Parc Józef Poliński
- Parc du district de Prague AK
- Parc Znicz
- Réserve naturelle d'Olszynka Grochowska

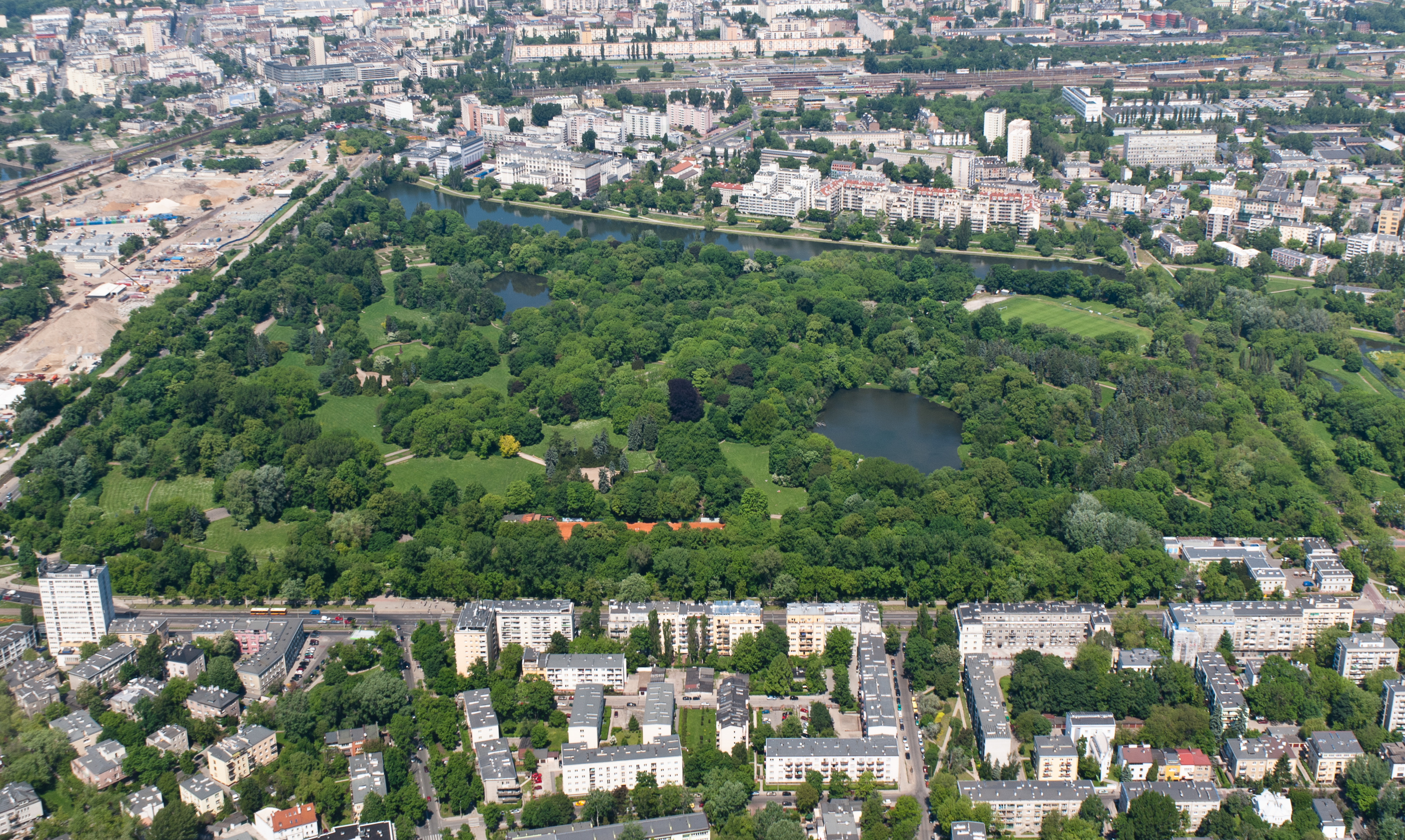
Parc Skaryszewski.

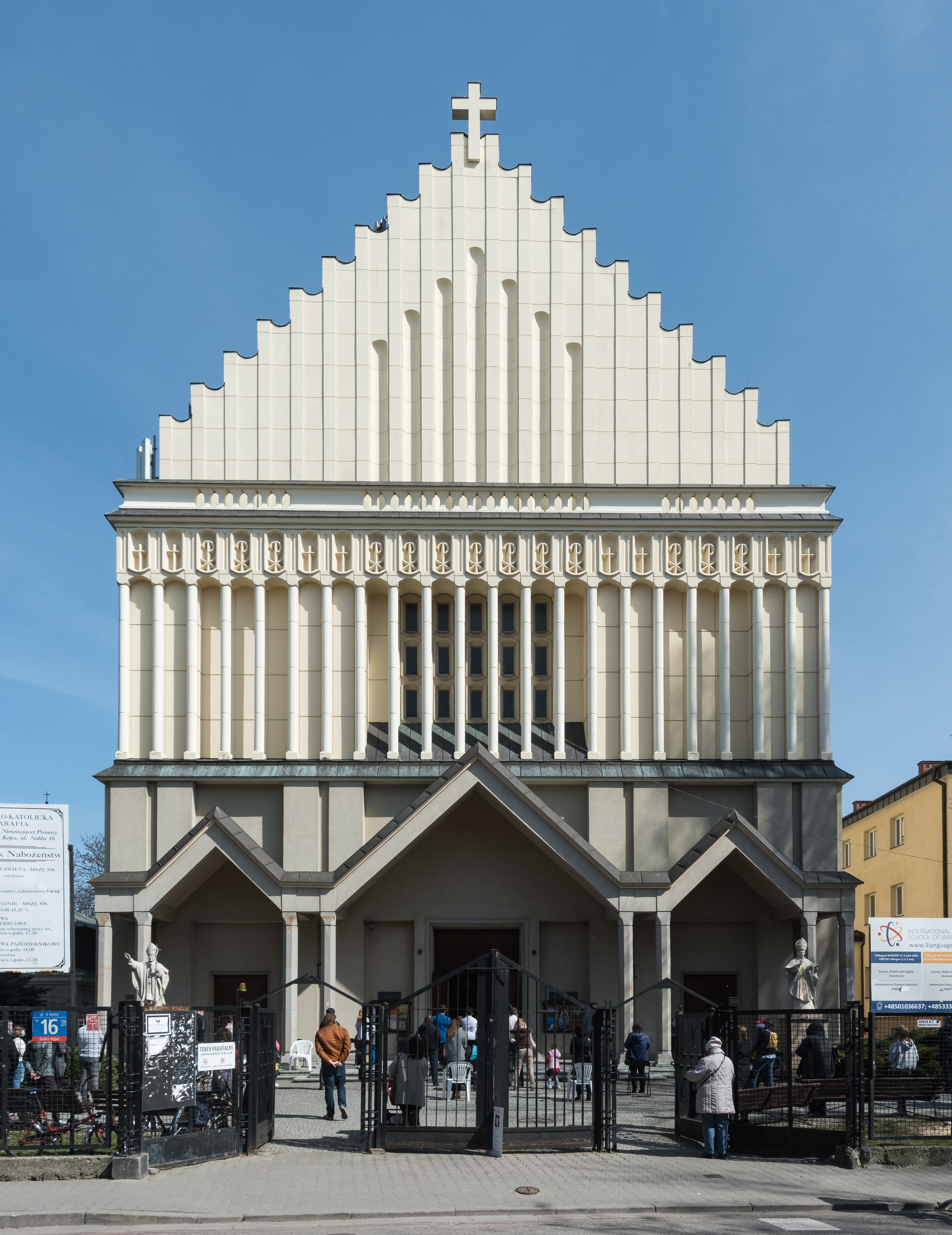
Église Andrzej Bobola.

- Plac Przymierza (place de l'Alliance)
- Plac Piotra Szembeka (place Piotr-Szembek)
- Péages Grochowski
- Monument à la construction de la route Brzeska
- Monument à Agnieszka Osiecka
- Manoir Grochowski
- Colonie Prauss
- Le bâtiment de l'établissement scolaire des frères Albertins
- Co-cathédrale Notre-Dame des Victoires
- Église Andrzej Bobola (Saska Kępa)
- Église du Cœur Très Pur de Marie
- Institut vétérinaire de l'Université des sciences de la vie de Varsovie
- Université des sciences sociales et humaines
- Stade national de Varsovie
- Musée du Néon
- Théâtre Powszechny de Varsovie
- Ulica Francuska

## Personnalités liées à Varsovie

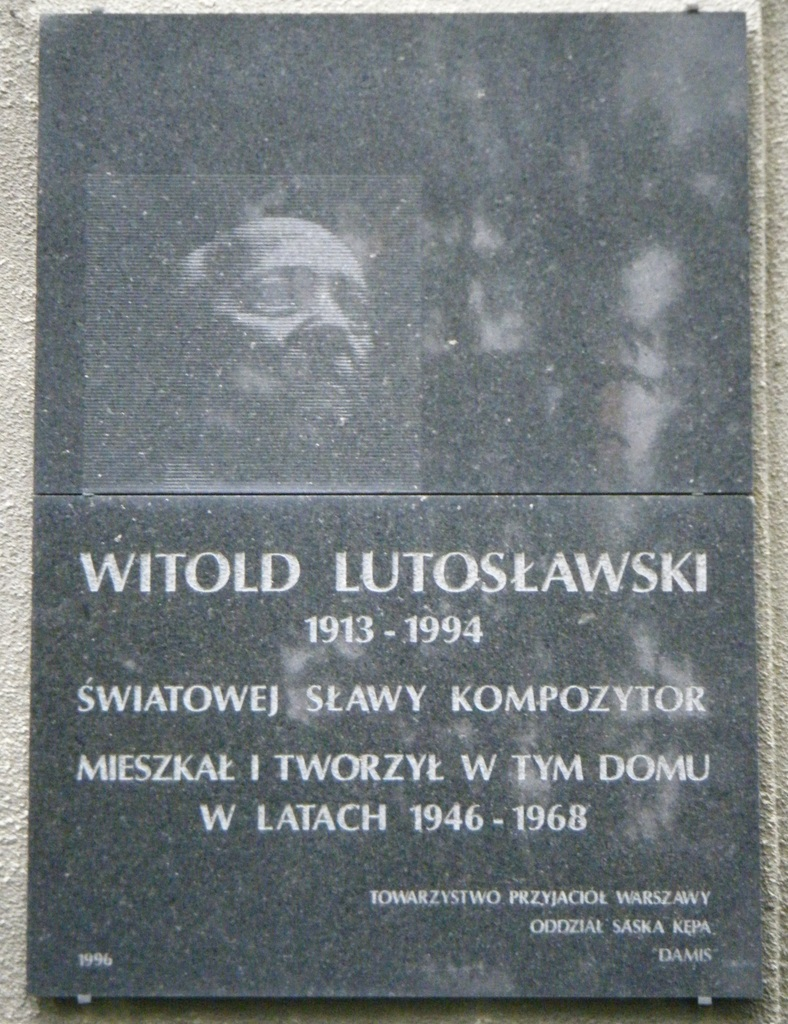
Plaque commémorative de Witold Lutosławski, ul. Zwycięzców 39.

- Tadeusz Baird[3]
- Miron Białoszewski[4]
- Stanisław Bułak-Bałachowicz[5]
- Katarzyna Figura[6]
- Józef Gosławski[7]
- Tadeusz Kutrzeba[8]
- Witold Lutosławski
- Waldemar Łysiak
- Agnieszka Osiecka
- Jan Rokita
- Stefan Wiechecki[9]